# Chi ha bisogno di Tenchi? - The Movie - La vigilia dell'estate
Chi ha bisogno di Tenchi? - The Movie - La vigilia dell'estate (天地無用!真夏のイブ?, Tenchi muyō! Manatsu no eve) è un film d'animazione del 1997 diretto da Tetsu Kimura.
Si tratta del secondo dei tre film ambientati nell'universo di Chi ha bisogno di Tenchi?, sceneggiato da Naoko Hasegawa.
A differenza del primo e del terzo film, che proseguono la storia raccontata in Tenchi muyō!, questo secondo film è un adattamento della decima light novel basata sulla sceneggiatura di Shin Tenchi muyō!, di Naoko Hasegawa, che quindi sviluppano una storia partendo dalla fine di questa serie.
Il film è stato inizialmente pubblicato in Giappone il 2 agosto 1997 accoppiato con il film Slayers - La città dei Golem, della serie Slayers.
In Italia è stato edito originariamente in VHS nel 1999 da Dynamic Italia e poi ristampato in DVD.

## Trama
Una ragazza, Mayuka, compare un giorno dichiarando di essere la figlia di Tenchi, creando una grande confusione in casa Masaki. Washu tenta di venire a capo del mistero che circonda Mayuka. Come conseguenza della comparsa della ragazza però metterà Tenchi in una situazione di grave pericolo, e l'unica soluzione per il ragazzo è viaggiare con i propri compagni del regno di un demone chiamato Yuzuha, nel tentativo di rimettere le cose a posto. Ma la situazione è più critica di quanto si possa pensare.